# Torre Suda
Torre Suda is een plaats (frazione) in de Italiaanse gemeente Racale.